# Autobahndreieck Leer
Das Autobahndreieck Leer (Abkürzung: AD Leer; Kurzform: Dreieck Leer) ist ein Autobahndreieck in Niedersachsen im südlichen Ostfriesland. Es verbindet die Bundesautobahn 28 (Leer — Delmenhorst) mit der Bundesautobahn 31 (Emden — Oberhausen).

## Geographie
Das Dreieck liegt auf dem Stadtgebiet von Leer im gleichnamigen Landkreis. Die umliegenden Gemeinden sind Moormerland und Brinkum. Nächstgelegene Ortsteile sind Siebenbergen, Eisinghausen und Logaerfeld, alle auf Leeraner Gebiet. Es befindet sich etwa 20 km südöstlich von Emden, etwa 65 km nördlich von Meppen und etwa 50 km nordwestlich von Oldenburg.
Unweit des Autobahndreiecks befindet sich der schiffbare Teil der Ems, die von der A 31 durch einen Tunnel unterquert wird.
Das Autobahndreieck Leer trägt auf der A 28 die Anschlussstellennummer 1, auf der A 31 die Nummer 9.

## Bauform und Ausbauzustand
Beide Autobahnen sind vierstreifig ausgebaut. Alle Verbindungsrampen sind einstreifig ausgeführt.
Das Dreieck wurde als linksgeführte Trompete angelegt.
Die Verkehrsführung im Autobahndreieck ist eine TOTSO-Variante. Autofahrer aus Richtung Oberhausen kommend müssen mit einem Überwerfungsbauwerk die Autobahntrasse überqueren, um auf der A 31 in Richtung Emden zu bleiben. Die beiden Fahrstreifen aus Richtung Oberhausen werden hier zur A 28 und führen in Richtung Oldenburg.

## Verkehrsaufkommen
Das Dreieck wird täglich von rund 38.000 Fahrzeugen befahren.
| Von                 | Nach                | Durchschnittliche tägliche Verkehrsstärke | Anteil Schwerlastverkehr |
| ------------------- | ------------------- | ----------------------------------------- | ------------------------ |
| AD Leer             | AS Leer-Ost (A 28)  | 26.100                                    | 12,5 %                   |
| AS Veenhusen (A 31) | AD Leer             | 22.000                                    | 08,7 %                   |
| AD Leer             | AS Leer Nord (A 31) | 27.800                                    | 10,0 %                   |